# Albano Pereira
Albano Narciso Pereira, meglio conosciuto come Albano (Seixal, 21 dicembre 1922 – 5 marzo 1990), è stato un calciatore portoghese, dello Sporting e della Nazionale portoghese.

## Carriera

### Club
Ha giocato per tutta la sua carriera solo con lo Sporting, dal 1943 al 1956.

### Nazionale
Tra il 1947 ed il 1954 ha raggiunto le 15 presenze con la nazionale portoghese, segnando anche un gol.

## Palmarès
- Campionato portoghese: 8

Sporting: 1943-1944, 1946-1947, 1947-1948, 1948-1949, 1950-1951, 1951-1952, 1952-1953, 1953-1954
- Coppa di Portogallo: 4

Sporting: 1944-1945, 1945-1946, 1947-1948, 1953-1954